# Christina de Markyate
Christina ou Kristina de Markyate (aussi appelée Christina Theodora) est une religieuse anglaise du XIIe siècle, vivant dans la société anglo-normande. Refusant un mariage forcé, elle s'est enfuie pour devenir anachorète puis religieuse ; elle est devenue prieure et a eu une certaine reconnaissance à son époque. Elle est aussi considérée comme une mystique.

## Biographie

### Naissance et famille
Christina naît vers 1097 ou vers 1100,,, à Huntingdon, dans le sud-est de l'Angleterre ; sa famille est riche, fait partie de la noblesse anglo-saxonne et de la guilde des marchands. Son père se nomme Auti, sa mère Beatrix ; la sœur de Beatrix est la maîtresse de Rainulf Flambard, évêque de Durham. Ce couple ambitionne de conforter sa position sociale par le biais de Rainulf Flambard, en jouant sur les ambitions de celui-ci pour leur fille Christina. Le contexte de l'époque n'est pas propice à l'écoute de la voix des femmes.
Rainulf Flambard, l'évêque de Durham, tente de la séduire puis de la violer lorsqu'elle a 17 ans.

### Vœu de chasteté, mariage forcé et engagement dans la religion
Âgée de 15 ans, alors qu'elle visite l'abbaye de Saint Albans, elle fait le vœu de célibat. Elle se sentait depuis longtemps la vocation de religieuse.
Bien qu'elle refuse de se marier, sa famille veut lui faire épouser de force un homme nommé Berktred (ou Burthred). Du fait de son vœu de chasteté, elle en parle avec l'évêque local, Robert Blouet, qui la soutient dans un premier temps, mais, soudoyé par la famille de Christina, il revient sur sa décision. La jeune femme est fiancée puis mariée contre sa volonté ; elle passera plusieurs années de mariage comme prisonnière et en refusant la consommation de l'union.
Christina décide ensuite de s'enfuir, ; elle est aidée par un ermite, Eadwin et passe deux ans auprès de l'anachorète Alfwen (ou Alfwena), à Flamstead. En 1118, elle rejoint l'ermitage de Markyate, dans le Hertfordshire, où se trouvent d'autres femmes qui mènent une vie religieuse ; elle y devient l'élève de l'ermite béatifié Roger d'Albans. Ils deviennent aussi amis. Son mari Burktred obtiendra l'annulation du mariage en 1123, par Thurstan, l'archevêque d'York, ce qui, en plus de la mort de l'évêque Blouet, permet à Christina de rejoindre l'ermitage de Markyate jusqu'à la fin de sa vie. Elle y vivra en recluse. Elle devient par ailleurs la première prieure de la collégiale Saint-Paul de Londres.
Christina acquiert rapidement une réputation de sainteté, ce qui attire d'autres personnes et fait constituer en 1145 un prieuré de nonnes — dépendant alors de la collégiale Saint-Paul de Londres. Elle refuse les propositions lui offrant d'être abbesse à York, Fontevrault, ou Marcigny. Bien que perçue comme équilibrée, elle a aussi la réputation d'avoir eu des extases et des visions.
Par ailleurs, elle réalise d'habiles travaux d'aiguille, ce qui la mène à broder des mitres et des sandales pour le Pape Adrien IV, originaire d'Angleterre et qui avait lui aussi étudié à Saint Albans.

### Mort
Christina meurt vers 1155 ou 1160 à Markyate, de causes naturelles.

## Hagiographie
Bien que très estimée, Christina de Markyate n'a pas été canonisée. Elle est fêtée le 5 décembre.
Christina de Markyate est considérée comme une mystique religieuse.

## Postérité
Un manuscrit fortement abîmé, qui est une copie, datée du XIVe siècle, d'un manuscrit contemporain de la sainte relate la vie de Christina de Markyate,,. La chercheuse Paulette L'Hermite-Leclercq indique en 2007 que le manuscrit initial a été commencé dans la précipitation sur ordre de l'abbé Geoffroy de Gorron, supérieur de la religieuse, et qu'il est certainement demeuré inachevé. Écrit par un moine de Saint Albans contemporain de la religieuse, le document est considéré comme « un témoignage capital sur les mutations des régimes matrimoniaux et "la naissance de l'individualisme au XIIe siècle" », selon un journaliste du journal français Le Monde en 2008. Ce document a été édité, traduit en anglais et commenté par C. H. Talbot en 1959, puis repris, traduit en français et commenté par A.-M. Legars et P. L'Hermite-Leclercq en 2007.
Christina de Markyate est une femme considérée comme courageuse pour avoir revendiqué ses vœux religieux et contré sa famille à son époque ; elle a aussi rencontré plusieurs figures importantes : deux archevêques, deux évêques et un abbé célèbre. De plus, son époque est marquée par de grandes modifications concernant l'institution du mariage, mais aussi une période où des femmes commencent à entrer dans les rangs des personnes considérées comme saintes, et peu avant que l’Église tienne davantage compte des aspirations religieuses des femmes.
Le psautier de Saint-Alban, psautier richement illustré, semble aussi avoir été offert à Christina, puis conservé par la communauté de Markyate,.